# Call Me When You’re Sober
Call Me When You’re Sober (englisch für „Ruf mich an, wenn du nüchtern bist“) ist ein Lied der US-amerikanischen Alternative-Rock-Band Evanescence. Der Song wurde am 15. September 2006 als erste Single ihres zweiten Studioalbums The Open Door veröffentlicht.

## Inhalt
Call Me When You’re Sober wird von Amy Lee aus der Perspektive des lyrischen Ichs gesungen. Das Lied handelt laut der Sängerin von ihrer Beziehung zu ihrem Ex-Freund Shaun Morgan. Dabei kritisiert sie vor allem dessen exzessiven Alkoholkonsum, der ein glückliches Zusammenleben nicht möglich gemacht hätte und dazu geführt habe, dass es gegen Ende der Beziehung „fast unmöglich [war], mit ihm im nüchternen Zustand zu sprechen.“ So heißt es im Text, dass er sie nur betrunken angerufen habe und seinen Egoismus über ihre Beziehung gestellt hätte. Wenn er sie wirklich geliebt hätte, wäre er bei ihr gewesen und hätte sie unterstützt. Erst jetzt, wo es vorbei sei, werde ihm klar, was er verloren habe.

“Don’t cry to me, if you loved me

You would be here with me

You want me, come find me

Make up your mind”

## Produktion
Das Lied wurde von dem US-amerikanischen Musikproduzenten Dave Fortman produziert. Die Bandmitglieder Amy Lee und Terry Balsamo fungierten als Autoren.

## Musikvideo
Bei dem zu Call Me When You’re Sober in Hollywood im Juli 2006 gedrehten Musikvideo führte Marc Webb Regie. Es ist vom Märchen Rotkäppchen inspiriert und verzeichnet auf YouTube über 177 Millionen Aufrufe (Stand: November 2024). Zu Beginn sitzt Amy Lee gegenüber von ihrem Liebhaber in einem Schloss an einem langen Tisch, auf dem Weinflaschen, Essen und Kerzen stehen. Sie ist in Rot gekleidet und singt, während er sie ernst anblickt und in einen Apfel beißt. Als die Gitarren einsetzen, sitzt die Sängerin zwischen Wölfen im Wald, während weitere Szenen sie in einem Raum vor einem Spiegel sowie neben ihrer Band am Klavier zeigen. Schließlich geht sie, umgeben von vier schwarzgekleideten Tänzerinnen, eine Treppe hinunter, bevor sie durch die Luft schwebt. Am Ende läuft sie über den gedeckten Tisch, wirft das Geschirr herunter und legt ihrem Geliebten den Zeigefinger auf die Lippen.

## Single

### Covergestaltung
Das Singlecover zeigt die vier damaligen Bandmitglieder Amy Lee, Terry Balsamo, Rocky Gray und John LeCompt (von links nach rechts), die den Betrachter ernst anblicken. Rechts im Bild befinden sich die Schriftzüge Evanescence in Weiß und Call Me When You’re Sober in Hellgelb.

### Titellisten
Single
1. Call Me When You’re Sober (Album Version) – 3:34
2. Call Me When You’re Sober (Acoustic Version) – 3:37

Maxi
1. Call Me When You’re Sober (Album Version) – 3:34
2. Call Me When You’re Sober (Acoustic Version) – 3:37
3. Call Me When You’re Sober (Making of the Video) – 5:20
4. Call Me When You’re Sober (Video) – 3:33

### Chartplatzierungen
Call Me When You’re Sober stieg am 29. September 2006 auf Platz 13 in die deutschen Singlecharts ein und belegte in den folgenden Wochen die Ränge 21 und 17. Insgesamt war der Song neun Wochen in den Top 100 vertreten. Erfolgreicher war die Single mit Top-10-Platzierungen unter anderem in Italien, Neuseeland, im Vereinigten Königreich, in Australien, der Schweiz, Österreich, Finnland und den Vereinigten Staaten.
| ChartsChartplatzierungen       | Höchstplatzierung | Wochen |
| ------------------------------ | ----------------- | ------ |
| Deutschland (GfK)              | 13 (9 Wo.)        | 9      |
| Österreich (Ö3)                | 7 (15 Wo.)        | 15     |
| Schweiz (IFPI)                 | 6 (13 Wo.)        | 13     |
| Vereinigte Staaten (Billboard) | 10 (22 Wo.)       | 22     |
| Vereinigtes Königreich (OCC)   | 4 (9 Wo.)         | 9      |

| ChartsJahrescharts (2006)      | Platzierung |
| ------------------------------ | ----------- |
| Schweiz (IFPI)                 | 83          |
| Vereinigte Staaten (Billboard) | 77          |

### Auszeichnungen für Musikverkäufe
Call Me When You’re Sober erhielt im Jahr 2009 in den Vereinigten Staaten für mehr als eine Million verkaufte Einheiten eine Platin-Schallplatte. Im Vereinigten Königreich wurde es 2023 für über 200.000 Verkäufe mit einer Silbernen Schallplatte ausgezeichnet.
| Land/Region                  | Auszeichnungen für Musikverkäufe (Land/Region, Auszeichnung, Verkäufe) | Verkäufe  |
| ---------------------------- | ---------------------------------------------------------------------- | --------- |
| Australien (ARIA)            | Gold                                                                   | 35.000    |
| Brasilien (PMB)              | Gold                                                                   | 30.000    |
| Neuseeland (RMNZ)            | Gold                                                                   | 7.500     |
| Vereinigte Staaten (RIAA)    | Platin                                                                 | 1.000.000 |
| Vereinigtes Königreich (BPI) | Silber                                                                 | 200.000   |
| Insgesamt                    | 1× Silber · 3× Gold · 1× Platin ·                                      | 1.272.500 |

Hauptartikel: Evanescence/Auszeichnungen für Musikverkäufe